# 1999 في اليونان
فيما يلي قوائم الأحداث التي وقعت خلال عام 1999 في اليونان.

## سياسة

### تعيين في المنصب
- 19 فبراير – إيفانغيلوس فينيزيلوس Minister of Development of Greece ‏.
- 19 فبراير – جورج باباندريو وزير الخارجية [الإنجليزية]‏.

### انتهاء فترة المنصب
- 19 فبراير – إيفانغيلوس فينيزيلوس Minister of Culture of Greece ‏.

## مواليد

### يناير
- 2 يناير – جورجيوس كالايتزاكيس لاعب كرة سلة يوناني.

### فبراير
- 3 فبراير – ديمتريوس مورايتيس

## وفيات

### يونيو
- 27 يونيو – جيورجيوس بابادوبولوس (مواليد 1919)